# Ectopleura viridis
Ectopleura viridis är en nässeldjursart som först beskrevs av Francois Jules Pictet de la Rive 1893.  Ectopleura viridis ingår i släktet Ectopleura och familjen Tubulariidae. Inga underarter finns listade i Catalogue of Life.